# 時差出勤
時差出勤（じさしゅっきん）ないしは時差通勤（じさつうきん）、オフピーク通勤（オフピークつうきん）は交通機関の混雑緩和などのため業務の始業時間や終業時間を基準の時刻を早める、遅らせることを容認することまたはその制度。

## 概要
1950年代後半（昭和30年代）には東京への人口集中が始まり、鉄道路線の朝のラッシュは通勤地獄と化した。このことから日本経済団体連合会などが時差出勤を提唱。これを受けて東京都庁が1961年（昭和36年）2月1日、出勤時間を45分繰り下げて9時15分としたことに始まる。
2020年代においては、コロナ禍における新しい働き方としてテレワークとともに注目されている。
2023年3月18日から、JR東日本は、平日朝のピーク時間をさけた乗車で割安になる「オフピーク定期券」の販売を始める。

## メリット
日本の首都圏においては、ラッシュアワーでの混雑が日常となっているため、従業員が通勤だけで体力を奪われてしまうことがある。時差出勤をすることで、従業員の体力を温存させ疲労を抑えることができるとされる。また、人混みを回避できるため新型コロナウイルスの感染リスクを減らすこともできる。
また、子育てや介護といった家庭の問題を抱えている従業員がいた場合、ある程度の時間をコントロールできるため家庭と仕事を両立しやすくなる。そのため、これらの事情で離職・休職をせざるをえない従業員の離職・休職の防止にもつながる。
その他にも残業の軽減などの効果があり従業員のストレス軽減につながる。結果として、従業員の時間の使い方の幅が広がり、企業への信頼や生産性向上に期待ができる。

## デメリット
勤怠管理システムの導入や設定、申請方法などを大きく変える必要がある。
また、他の従業員と連携がとりにくくなるため業務に支障が出ることが考えられる。